# 1967 год в авиации
Список событий в авиации в 1967 году.

## События
- 9 апреля — первый полёт пассажирского самолёта Boeing 737.
- 9 мая — первый полёт нидерландского ближнемагистрального авиалайнера Fokker F28.
- 23 мая — первый полёт британского турбореактивного многоцелевого самолёта HS.801 «Нимрод».
- 27 июня — первый полёт экспериментального вертолёта В-12 (лётчик-испытатель В. П. Колошенко).
- 1 августа — первый полёт морского многоцелевого вертолёта берегового базирования Ми-14.
- 7 августа — первый полёт учебно-тренировочного самолёта Як-18Т (лётчик-испытатель Ю. В. Петров).
- 21 августа — первый полёт самолёта воздушного наблюдения и аэрофотосъёмки Ан-30.
- 12 октября — взрыв de Havilland Comet над Средиземным морем.

## Персоны

### Скончались
- 6 августа — Гарнаев, Юрий Александрович, советский лётчик. Заслуженный лётчик-испытатель СССР (1964), Герой Советского Союза (1964). Погиб в катастрофе вертолёта Ми-6ПЖ при тушении с воздуха лесных пожаров во Франции.